# Comité van Breda
Het Comité van Breda verenigde de kopstukken van de Brabantse Omwenteling (1789).
De gevluchte statistenleider Hendrik van der Noot had zich in augustus 1788 in Breda gevestigd. Hij kreeg er gezelschap van verschillende personen die namens de Brusselse gilden in de Staten van Brabant zetelden en van jonge patriotten, die militaire training kregen. In het prinsbisdom Luik deed Jan Frans Vonck iets gelijkaardig met zijn democratische factie (Comité van Hasselt, rond het geheime genootschap Pro ara et focis). Nadat spionnen het kamp op het spoor waren gekomen, vluchtte Vonck op 18 oktober 1789 als priester vermomd naar Breda. Hij organiseerde een samensmelting tussen de twee groepen en bracht de gepensioneerde officier Jan Andries vander Mersch aan als militair bevelhebber. Dit monsterverbond zou weldra het Oostenrijkse gezag omver werpen.
Het aldus gevormde comité van Breda (ook wel: "Comité des Insurgents") hechtte zijn goedkeuring aan een onafhankelijkheidsverklaring, het Manifest van het Brabantse Volk. Ze werd ondertekend door Van der Noot en op 24 oktober voorgelezen aan het verzamelde legertje. Na enkele militaire successen stelde het comité een Tractaet van Vereeninge op (30 november). Het voorzag in de oprichting van de Verenigde Nederlandse Staten, een confederatie onder leiding van een congres (in voege vanaf 11 januari 1790).
Op 18 december 1789 hield het Comité van Breda een triomfantelijke intocht in Brussel. Ondanks de geestdriftige ontvangst was al duidelijk dat de volksgunst voornamelijk naar Van der Noot uitging. De artificiële eenheid van de opposanten hield geen moment langer stand: de statisten grepen de macht en schakelden de vonckisten uit.
Na de Oostenrijkse restauratie werd een Comité der vereenigde Nederlanders en Luykenaers gevormd (1792).